# آسانسور (فیلم ۱۹۷۸)
آسانسور (به اسپانیایی: Ascensor) یک فیلم به کارگردانی توماس مونیز است که در سال ۱۹۷۸ منتشر شد. این فیلم برنده خرس طلایی از جشنواره فیلم برلین شده است.